# Col·legi de Sant Andreu (la Seu d'Urgell)
El col·legi de Sant Andreu fou un centre d'ensenyament de la Seu d'Urgell fundat el 1598 pel bisbe d'Urgell i copríncep d'Andorra valencià Andreu Capella. El centre pertanyia als jesuïtes i va estar en actiu fins la seva expulsió el 1765. En la seva etapa inicial va patir penúries económiques però al segle xviii va rebre financiació a través de la causa pia fundada pel canonge Lluís de Sabater.